# Будогощ
Будогощ (рос. Будогощь) — селище міського типу в Кіриському районі Ленінградської області Російської Федерації.
Населення становить 3633 особи. Належить до муніципального утворення Будогощенське міське поселення.

## Історія
Згідно із законом від 1 вересня 2004 року № 49-оз належить до муніципального утворення Будогощенське міське поселення.

## Населення
| 1910  | 1932  | 1933  | 1935  | 1939  | 1943  | 1945  |
| ----- | ----- | ----- | ----- | ----- | ----- | ----- |
| 593   | ↗1400 | ↗1500 | ↘1300 | ↗2145 | ↘1975 | ↗2449 |
| 1959  | 1970  | 1979  | 1989  | 1990  | 1997  | 2002  |
| ↗4949 | ↘4548 | ↘4492 | ↗4673 | ↗5100 | ↘4400 | ↘3885 |
| 2006  | 2009  | 2010  | 2012  | 2013  | 2014  | 2015  |
| ↘3800 | ↗3820 | ↗3871 | ↗4011 | ↗4036 | ↗4060 | ↘4056 |
| 2016  | 2017  | 2018  | 2019  | 2020  |       |       |
| ↘3999 | ↘3947 | ↘3881 | ↘3752 | ↘3633 |       |       |